# بوریخا
بوریخا (به لاتین: Borikha) یک منطقهٔ مسکونی در روسیه است که در سرزمین آلتای واقع شده‌است.